# Немерка (Брянская область)
Немерка — исчезнувшая деревня в Рогнединском районе Брянской области России. Входила в состав Селиловичского сельского поселения. Упразднена в 2006 году.

## География
Деревня располагалась на реке Каменка (приток Десны) ниже впадения в неё ручья Освинка, на расстоянии приблизительно 6,5 км на юго-восток по прямой от деревни Новое Хотмирово.

## История
Упразднена законом от 29 декабря 2006 года № 128-З как фактически не существующая в связи с переселением всех жителей на постоянное место жительства в другие населённые пункты.

## Население
Согласно результатам переписи 2002 года, в национальной структуре населения русские составляли 100 % из 2 чел..